# Maria-Barbara von Stritzky
Maria-Barbara von Stritzky (* 5. März 1943 in Breslau) ist eine deutsche römisch-katholische Theologin.

## Leben
Sie wurde in Münster 1970 zur Dr. phil. und 1988 zur Dr. theol. promoviert. Sie lehrte seit 1989 an der PTH Münster Alte Kirchengeschichte, Patrologie und Christliche Ikonographie. Außerdem unterrichtete sie bis zu ihrer Emeritierung an der Katholisch-Theologischen Fakultät der Westfälischen Wilhelms-Universität Münster Griechisch und Kirchengeschichte.

## Schriften (Auswahl)
- Zum Problem der Erkenntnis bei Gregor von Nyssa (= Münsterische Beiträge zur Theologie. Band 37). Aschendorff, Münster 1973, ISBN 3-402-03571-5, (zugleich Dissertation, Münster 1970).
- Studien zur Überlieferung und Interpretation des Vaterunsers in der frühchristlichen Literatur (= Münsterische Beiträge zur Theologie. Band 57). Aschendorff, Münster 1989, ISBN 3-402-03962-1, (zugleich Dissertation, Münster 1988).
- als Herausgeberin mit Christian Uhrig: Garten des Lebens. Festschrift für Winfrid Cramer (= Münsteraner theologische Abhandlungen. Band 60). Oros-Verlag, Altenberge 1999, ISBN 3-89375-179-3.
- Origenes: Aufforderung zum Martyrium (= Werke mit deutscher Übersetzung. Band 22). Walter de Gruyter/Herder, Berlin/New York/Freiburg/Basel/Wien 2010, ISBN 978-3-11-020505-3.
- Origenes: Über das Gebet (= Werke mit deutscher Übersetzung. Band 21). Walter de Gruyter/Herder, Berlin/New York/Freiburg/Basel/Wien 2014, ISBN 978-3-11-037512-1.